# Бурцевская улица
Бурцевская улица — улица, расположенная в Северном административном округе (САО) на территории Молжаниновского района города Москвы.

## Направление
Улица берёт начало у Двурогого пруда. Затем делится на две части: юг и юго-восток. На южной части дома №: 22, 20, 18. На юго-востоке упирается в Бурцевские пруды.

## Географическое расположение
Находится на самом краю Молжаниновского района САО. На северо-западе находится Двурогий пруд. На северо-востоке — Бурцевское болото. На юге Молжаниновское верховое болото и Ленинградское шоссе. На востоке — Международное шоссе. Вдоль улицы проходят: Западный Бурцевский пруд и Восточный Бурцевский пруд.

## История
Улица названа 15 января 1982 года по своему расположению в деревне Бурцево (Бурцова). В другом источнике указано что на 1986 год существовал проезд без названия. Первое упоминание датируется с 1584 года по 1586 год в Писцовой книге. Деревня названа в честь Григория Бурцева, основателя рода Бурцевых. В 1709 году деревне было 34 дома. В 1848 году в деревне жило 200 человек. В 1898 году — 53 семьи, в 1927 году — 45. В 1984 году — 95 человек, тогда же и стало частью Москвы. В 2010-х — 49 человек.

## Объекты
На улице расположены дома № 1, № 2, № 3, № 4, № 6, № 7, № 8, № 9, № 10, № 11, № 12, № 13, № 14, № 14А, № 15, № 16, № 17, № 18, № 19, № 20, № 21, № 22, № 23, № 26, № 28, № 29, № 30, № 31, № 31 стр. № 3, № 32, № 33, № 35, № 37, № 38, № 39, № 41, № 43, № 45, № 47, № 51, № 53, № 55, № 57, № 57 стр. № 1, № 59, № 61, № 63, № 65, № 67, в доме № 2 находится нестационарный торговый объект — булочная.